# 马丁·开姆尼茨
马丁·开姆尼茨（英語：Martin Chemnitz，1522年11月9日—1586年4月8日），宗教改革时期欧洲新教神学家。为梅兰希通的学生。他是一位重要的路德派的论辩家，捍卫路德关于圣餐的教义，批判特伦托会议。